# Tahesia Harrigan
Tahesia Harrigan (Islas Vírgenes Británicas, 15 de febrero de 1982) es una atleta virgeniana británica especializada en la prueba de 60 m, en la que consiguió ser medallista de bronce mundial en pista cubierta en 2008.

## Carrera deportiva
En el Campeonato Mundial de Atletismo en Pista Cubierta de 2008 ganó la medalla de bronce en los 60 metros, llegando a meta en un tiempo de 7.09 segundos, tras la estadounidense Angela Williams y la británica Jeanette Kwakye (plata con 7.08 segundos que fue récord nacional británico).